# 尼泊尔副总统
尼泊尔联邦民主共和国副总统 （Nēpālakā uparāṣṭrapatiharū）是尼泊尔的国家副元首，於2008年5月废除尼泊尔君主制时设立。副总统的正式稱謂为“阁下”。现任尼泊尔副总统是拉姆·萨哈亚·亚达夫。

## 历史
根据臨時憲法，2007年1月通过的所有行政治权都从尼泊尔国王手中剝奪，并举行2008年尼泊爾制憲會議選舉，由這次選舉选出的尼泊尔制宪议会将在其第一次会议上决定是继续实行君主制或是建立共和国。 2008年5月28日，大会投票决定废除君主制。
尼泊尔临时宪法第五修正案规定，总统，副总统，尼泊尔总理和尼泊尔制宪会议主席和副主席都将成为在“政治谅解”的基础上选出。 但是如果没有合适人选，他们可以通过简单多数选出。
第一次选举是在2008年。双方未能就总统或副总统候选人达成一致，因此举行了选举。马德西人民权利大会的马南达·杰哈在尼泊尔议会和尼共的支持下当选。

## 历任副总统列表
| 序号 | 姓名 （生卒日）              | 肖像 | 选举 | 就任           | 离任           | 总统               |
| ---- | ---------------------------- | ---- | ---- | -------------- | -------------- | ------------------ |
| 1    | 马南达·杰哈 （1946–）        |      | 2008 | 2008年7月23日  | 2015年10月31日 | 拉姆·巴兰·亚达夫   |
| 2    | 南达·基肖尔·普 （1966–）     |      | 2015 | 2015年10月31日 | 2023年3月20日  | 比迪娅·戴维·班达里 |
| 2    | 南达·基肖尔·普 （1966–）     | 2018 |      | 2015年10月31日 | 2023年3月20日  | 比迪娅·戴维·班达里 |
| 3    | 拉姆·萨哈亚·亚达夫 （1970–） |      | 2023 | 2023年3月20日  | 现任           | 拉姆·钱德拉·保德尔 |